# تپه قلعه بابا ریز
تپه قلعه بابا ریز مربوط به هزاره اول قبل از میلاد است و در شهرستان سنندج، بخش مرکزی، روستای بابا ریز واقع شده و این اثر در تاریخ ۱۱ مهر ۱۳۸۳ با شمارهٔ ثبت ۱۱۱۶۱ به‌عنوان یکی از آثار ملی ایران به ثبت رسیده است.